# Classic Girl
Classic Girl è un singolo della band alternative rock statunitense Jane's Addiction, pubblicato nel 1990 ed estratto dal loro secondo album in studio Ritual de lo habitual.

## Video Musicale
Nel videoclip del brano compare solo il cantante Perry Farrell. Il video mostra un matrimonio fra il cantante e Casey Niccoli ma vengono mostrate anche immagini in cui Farrell fa surf sulle onde o scherza con la sua ragazza.

## Chart positions
| Year | Chart                 | Position |
| ---- | --------------------- | -------- |
| 1991 | US Modern Rock Tracks | 15       |

## Formazione
- Perry Farrell – voce
- Dave Navarro – chitarra elettrica
- Eric Avery – basso
- Stephen Perkins – batteria, percussioni